# Total War (serie)
Total War er en serie strategispil fra den britiske udvikler Creative Assembly. Serien startede i 2000 hvor Shogun: Total War blev udgivet, det seneste spil i serien er Total War: Pharaoh udgivet i 2023.

## Hovedspil
| Udgivelsesdato | Navn                                 | Ekspansion (er) |
| -------------- | ------------------------------------ | --- |
| 2000           | Shogun: Total War                    | Mongol Invasion |
| 2002           | Medieval: Total War                  | Viking Invasion |
| 2004           | Rome: Total War                      | Barbarian Invasion Alexander |
| 2006           | Medieval II: Total War               | Kingdoms |
| 2009           | Empire: Total War                    | The Warpath Campaign |
| 2010           | Napoleon: Total War                  | The Peninsular Campaign |
| 2011           | Total War: Shogun 2                  | Rise of the Samurai Fall of the Samurai |
| 2013           | Total War: Rome II                   | Caesar in Gaul Hannibal at the Gates Imperator Augustus Wrath of Sparta Empire Divided Rise of the Republic |
| 2015           | Total War: Attila                    | The Last Roman Age of Charlemagne |
| 2016           | Total War: Warhammer                 | The Warriors of Chaos Call of the Beastmen Realm of The Wood Elves Bretonnia Norsca |
| 2017           | Total War: Warhammer II              | Rise of the Tomb Kings The Queen and the Crone Curse of the Vampire Coast The Prophet and the Warlock The Hunter and The Beast The Shadow and the Blade The Warden and the Paunch The Twisted and the Twilight The Silence and the Fury |
| 2018           | Total War Saga: Thrones of Britannia | |
| 2019           | Total War: Three Kingdoms            | Yellow Turban Rebellion Eight Princes Mandate of Heaven A World Betrayed The Furious Wild Fates Divided |
| 2020           | Total War Saga: Troy                 | The Amazons Ajax & Diomedes Mythos Rhesus and Memnon |
| 2022           | Total War: Warhammer III             | Ogre Kingdoms Champions of Chaos Forge of the Chaos Dwarfs Shadows of Change Thrones of Decay Omens of Destruction |
| 2023           | Total War: Pharaoh                   | |

## Spin-off spil
| Udgivelsesdato | Navn                       |
| -------------- | -------------------------- |
| 2005           | Spartan: Total Warrior     |
| 2012           | Total War Battles: Shogun  |
| 2013           | Total War: Arena           |
| 2015           | Total War Battles: Kingdom |